# Ludwig Spohr
Ludwig Spohr o Louis Spohr (Brunsvic, 5 d'abril de 1784 - Kassel, 22 d'octubre de 1859) va ser un compositor, violinista i director d'orquestra alemany.

## Vida i Obra
Va nàixer a Brunsvic, al nord d'Alemanya, en l'estat federal de Baixa Saxònia. De família de músics (el seu pare era metge i flautista aficionat; la seva mare cantant i pianista), als quatre anys cantava a duo amb la seva mare i als cinc anys començà a estudiar el violí, participant ben aviat en els concerts de ca seva. A Seesen (Baixa Saxònia), on s'havia traslladat la seva família el 1786, fou deixeble de professors mediocres, i per això tornà a la seva vila nadiua per a estudiar amb G. Kunisch (violí) i amb l'organista K. A. Hartung (teoria i contrapunt). Després continuà ell sol els estudis, aplicant-se sobretot en les partitures de Mozart. Es presentà per primera vegada en públic en una festa de l'escola, interpretant un Concert seu amb tal èxit que tingué de repetir-lo amb l'orquestra ducal i si va incorporar a l'orquestra del Duc de Brunsvic, on tingué com a mestre el violinista francès Louis Charles Maucourt, el millor violinista de la ciutat i director de l'orquestra.
El 1799 era músic de cambra del duc Brunswick (nom antic de Brauschweig), tres anys més tard va ser enviat, amb el suport del Duc, a fer un viatge d'estudis a Sant Petersburg amb el virtuós violinista Franz Eck, del qual ja era alumne. Allà va conèixer Clementi i Field. Les primeres composicions importants de Spohr, incloent-hi el seu primer concert de violí, daten d'aquest període. Al seu retorn el Duc el va animar a realitzar una gira de concerts pel nord d'Alemanya. El 1804 un influent crític de música el va veure en alguns concerts a Leipzig i va quedar tan impressionat pel seu virtuosisme en el violí i per les seues composicions, que de la nit al dia li va donar fama en tot Alemanya. A Berlín va tocar al costat de Meyerbeer el qual, només amb tretze anys, ja era un gran pianista.
El 1805 Spohr va ser nomenat director d'orquestra de la cort de Gotha, on va romandre durant set anys. Ací va conèixer Dorette Scheidler (de casada Dorette Spohr), arpista de 18 anys, amb la que es va casar l'any següent. Junts van formar un duo de violí i arpa que va obtenir un considerable èxit. Fins i tot van realitzar una gira de concerts per Itàlia i van viatjar a París i Londres. Tanmateix, la seua esposa va abandonar la seua carrera quan van tenir fills, per tal de dedicar-se a ells. El 1834, la seua esposa va morir prematurament, sumint Spohr en un gran dolor. Aquest mateix any 1906 ja havia escrit alguns concerts per a violí el Singspiel Die Prühfung, inspirat en Mozart, del qual només conserva l'obertura i la part de tenor.
Sent ja famós com a concertista començà a consagrar-se com a director d'orquestra en el primer festival musical organitzat a Alemanya concretament a Frankenhaysen (Turíngia) el 1809. A Hamburg va rebre l'encàrrec d'escriure una òpera en 3 actes, Der Zweikammpf (representada el 1811). Després del període a Gotha, Spohr, ja casat, es va instal·lar amb la seua dona a Viena, on va ser director d'orquestra del Theater an der Wien des de 1813 fins a 1815. En aquesta època va conéixer Beethoven, amb qui va mantenir una relació amistosa, sense arribar a captar la grandesa d'aquell gran compositor. A partir de 1815 viatjà per Alemanya, Suïssa i Itàlia (el 1816 dirigí a La Scala). També entaulà amistat amb el jove compositor holandès Wolff, el qual li estrenà algunes de les seves obres. Dos anys més tard va acceptar el càrrec de director d'orquestra de l'òpera de Frankfurt del Main, que li va donar l'oportunitat de representar les seues pròpies òperes. La primera d'elles, Faust, havia sigut rebutjada a Viena. Spohr i la seua esposa es van quedar dos anys a Frankfurt.

## Establiment definitiu
El 1822, per recomanació de Carl Maria Von Weber, se li va oferir el lloc de director d'orquestra en la cort de Kassel. Ací va romandre fins a la seua mort, en què el va succeir en el càrrec Karl Eric Adolf Reiss. Malgrat tot, no deixà els seus viatges i continuà donant concerts a voltes amb la seva esposa Dorette, dirigint orquestres en diverses ciutats d'alemany i Anglaterra, on fou elogiat junt amb Mendelssohn pels seus oratoris. A Kassel, el 1847, en el seu 25è aniversari d'activitat l'anomenaren Generalmusikdirektor, elevà el nivell de la institució formant una orquestra de 53 elements, 29 dels quals eren violins, i ampliant el repertori en el qual va incloure treballs seus; fou divulgador de Bach i dirigí diverses vegades la Passió segons sant Mateu; recolzà des dels seus principis Wagner, igual a altres joves músics, i el juliol de 1843 preparà Der fliegende Holländer (L'holandès errant) i després el 1853 el Tanhäuser.
El 1857 hagué de dimitir del càrrec de director per dissentir políticament amb el príncep hereu de Hesse. Afectat de paràlisi en el braç esquerre, també es veié obligat a deixar els concerts. En aquesta ciutat va tenir entre altres alumnes al francès Alexandre Malibran, els alemanys Heinrich Joseph Wassermann, Hubert Ries, Ernst Reiter, Ferdinand Böhme, Johann Hermann Kufferath, Johann Bott, August Pott, Friedrich Curschmann, Hugo Staehle, Norbert Brugmüller. i la cantant Sabine Heinefetter.
Spohr ocupa un lloc destacat en el quadre de l'òpera romàntica alemanya, malgrat que en aquest gènere s'hi dedica menys. Seguidor declarat de Mozart, se'l considera, junt amb Carl Maria Von Weber, el pare de l'òpera romàntica alemanya, en la que va introduir diverses innovacions, com el desenvolupament de la trama per escenes en lloc de per números tancats dels cantats, i la introducció del leitmotiv, que després Wagner va desenvolupar i del que en va reclamar la invenció.
Dels seus 10 treballs Faust, que continua la llegenda fàustica popular i en l'escena de les bruixes anticipa la de la gola del llop de Der Freischütk; Zemire und Azor (Frankfurt, 1815), i Jessonda, (Kassel, 1823) el seu major èxit, on el melodrama de peces tancades passà a la forma romàntica. Personalitat dinàmica, fou violinista de primera categoria tant en el virtuosisme com en l'orde plàstic; només fou superat per Niccolo Paganini, que fou amic seu, i fundà una autèntica escola violinista alemanya i el tribut teòric fonamental de la Violinschule (1832) (posà un segon violí als 36 Études o caprices per a violí sol de Federigo Fiorillo.
La seva producció violinística comprèn 17 concerts per a violí i orquestra, alguns encara romanen en els repertoris actuals, 14 Duetti per a violins, Sonates per a violí i arpa, i moltes pàgines per a violí i piano. Fou autor de composicions instrumentals en les quals s'aprecia la seva inclinació al melodisme expressiu, però no mancat de floritures en el tractament dels instruments d'arc. Spohr va compondre també nou simfonies, que reflecteixen clarament l'evolució de l'estil musical al llarg dels anys en què les va escriure, 4 concerts per a clavicèmbal i orquestra, i un per a quartet i orquestra. L'abundant música de cambra, sovint de gust mozartià, comprèn el famós Noneto op. 31 (1813, un Octet i un Septimí per a instruments de corda i de vent. 4 Dobles quartets i un Sextet per a instruments de corda, Quintets per a piano, 36 Quartets per instruments de pàgines pianístiques i per a arpa, etc.

## El camp vocal
En aquest camp va escriure 4 Oratoris, una Cantata, música sacra, àries de concert i cors. La vida de treball que portà li valgué nombroses condecoracions i càrrecs, com el de doctor honoris causa de la Universitat de Marburg i membre de diverses Acadèmies alemanyes i estrangeres. La seva neboda Rosalia (Braunsweig, 1829-Berlín, 1919) fou una insigne artista.
Spohr va ser un compositor prolífic, que va compondre més de 150 obres, encara que d'aquestes la majoria no s'interpreten en l'actualitat. Entre les seues obres més apreciades es troben els seus concerts per a clarinet, que s'han guanyat un lloc en el repertori dels clarinetistes. Els seus nombrosos concerts per a violí també tenen èxit entre el públic actual, si bé resulten menys coneguts que els concerts de violí d'altres compositors.
En música de cambra Spohr va destacar igualment, ja que va compondre un nombre elevat de quartets de corda i altres quartets i obres per a diversos instruments, inclosos duos per a violí i arpa que van interpretar ell i la seua esposa. Les òperes de Spohr van ser representades amb èxit durant el segle xix i ben entrat el segle xx. Finalment, va compondre també cançons, així com obres corals i una missa.
Spohr va ser un virtuós violinista que va inventar el suport del mentó del violí. També va ser un gran director d'orquestra i va ser el primer a utilitzar una batuta.

## Obres representatives

### Òpera
- Die Prüfung (La Prova), 1806
- Alruna, die Eulenkönigin (Alruna, la reina dels mussols), 1809
- Der Zweitkampf mit der Geliebten (El duel amb l'armada) 1811
- Faust (La seua òpera més popular), primera versió, amb diàlegs parlats: Praga, 1816, segona versió amb els recitatius musicats i en italià: Londres, 1852
- Zemire und Azor (Zemira i Azor), 1819
- Jessonda, 1823
- Der Berggeist (El gnom), 1825
- Pietro von Abano, 1827
- Der Alchymist (L'alquimista), 1830
- Die Kreuzfahrer (Els croats), 1845

### Obres orquestrals
- Concerts per a clarinet (4)
- Concerts per a violí (18)
- Simfonies (10)
- Nonet en fa major, op. 31

### Música de cambra
- Quartets de corda (36)
- Dobles quartets de corda (4)
- Duos per a violí i arpa
- Solos per a violí
- Solos per a arpa
- Altres obres de cambra

### Altres obres
- Cançons (100)
- Oratoris (4)
- Obres corals
- Missa